# Valerius Victor
Valerius Victor (sein Praenomen ist nicht bekannt) war ein im 2. Jahrhundert n. Chr. lebender Angehöriger des römischen Ritterstandes (Eques).
Durch ein Militärdiplom, das auf den 11. August 192 datiert ist, ist belegt, dass Victor 192 Kommandeur der Cohors I Montanorum equitata war, die zu diesem Zeitpunkt in der Provinz Pannonia inferior stationiert war.